# Авалон (аеропорт)
Аеропорт Авалон (англ. Avalon Airport) (код IATA: AVV; код ICAO: YMAV) — є другим за кількістю пасажирів аеропортом з чотирьох, розташованих у місті Мельбурн, Австралія. Аеропорт розташований за 23 кілометри на північний схід від міста Джелонг та за 55 кілометрів на південний захід від центру Мельбурна.
З самого початку, аеропорт проектувався таким чином, щоб він був здатний приймати реактивні літаки й має одну ЗПС. Нині він використовується компаніями Jetstar Airways і Sharp Airlines, а також як ремонтна база для основного авіаперевізника Австралії компанії Qantas. На території аеропорту раз на два роки проводиться Міжнародне Австралійське Авіашоу.